# Reburrus aquilonius
Reburrus aquilonius là một loài ruồi trong họ Asilidae. Reburrus aquilonius được Daniels miêu tả năm 1987. Loài này phân bố ở miền Australasia.